# El Inga (sitio arqueológico)
El Inga es un sitio arqueológico situado en las faldas de volcán Ilaló, en Tumbaco, Provincia de Pichincha, Ecuador. En el sitio se hallaron algunas de las evidencias humanas más antiguas del país,ya que ha sido fechado entre 10 000 y 2 000 años antes de Cristo mediante la técnica del Carbono-14.
El sitio fue habitado por cazadores y recolectores paleoindígenas que usaron el lugar como sitio de campamento. Hicieron herramientas de piedra de toda clase, incluyendo puntas de fecha. El material más utilizado para fabricar estas herramientas fue la obsidiana, aunque también utilizaron el basalto y el sílex o chert en pequeñas cantidades.
La variedad de estilos de punta de flecha y de las fechas que se encontraron en el sitio hacen pensar que se trata de un palimpsesto, es decir, un lugar donde se han mezclado objetos de distintas épocas. De entre las puntas encontradas destacan las llamadas puntas de cola de pescado, que son un tipo de punta muy típico del paleolítico en el cono sur de Sudamérica. También se encontró un tipo de puntas muy parecidas a las puntas lanceoladas de Ayampitín.

## Historia
El sitio fue descubierto inicialmente en 1947 por el Dr. Isadoro Kaplan, mientras buscaba fósiles en el área, Kaplan originalmente recolectó algunas piezas de obsidiana visibles en la superficie. La información del sito llegó a los oídos del geólogo estadounidense Allen Graffham, quien también recolectó piezas de obsidiana visibles en superficie junto a su esposa. Al regresar a los Estados Unidos, el señor Graffham llevó sus piezas de obsidiana a la Universidad de Oklahoma, donde fueron inspeccionadas por el arqueólogo Robert E. Bell, quien inmediatamente reconoció su importancia, ya que entre las piezas recogidas había fragmentos de puntas acanaladas o aflautadas.Para ese momento ya se sabía que la técnica de fabricación de puntas aflautadas era muy antigua.
Por este motivo, Robert Bell acompañado del arqueólogo William Mayer-Oakes viajaron al Ecuador en 1960 para explorar el sitio. Finalmente la excavación tuvo lugar entre junio y agosto de 1961. Los artefactos encontrados por los excavadores fueron llevados a los Estados Unidos y entregados al Museo Stovall (hoy en día conocido como Museo Sam Noble de Historia Natural de Oklahoma).
La comunidad homónima, donde se han encontrado varias herramientas líticas, y sus alredadores han sido declaradas como una zona de explotación industrial. El relleno de basura de El Inga se instaló en 2003 y ha enfrentado severos problemas de administración ambiental y social. En 2016 se inauguró la subestación eléctrica El Inga en el centro de la comunidad de El Inga Bajo. De esta manera, los espacios arqueológicos han quedado en el abandono.

## Herramientas líticas

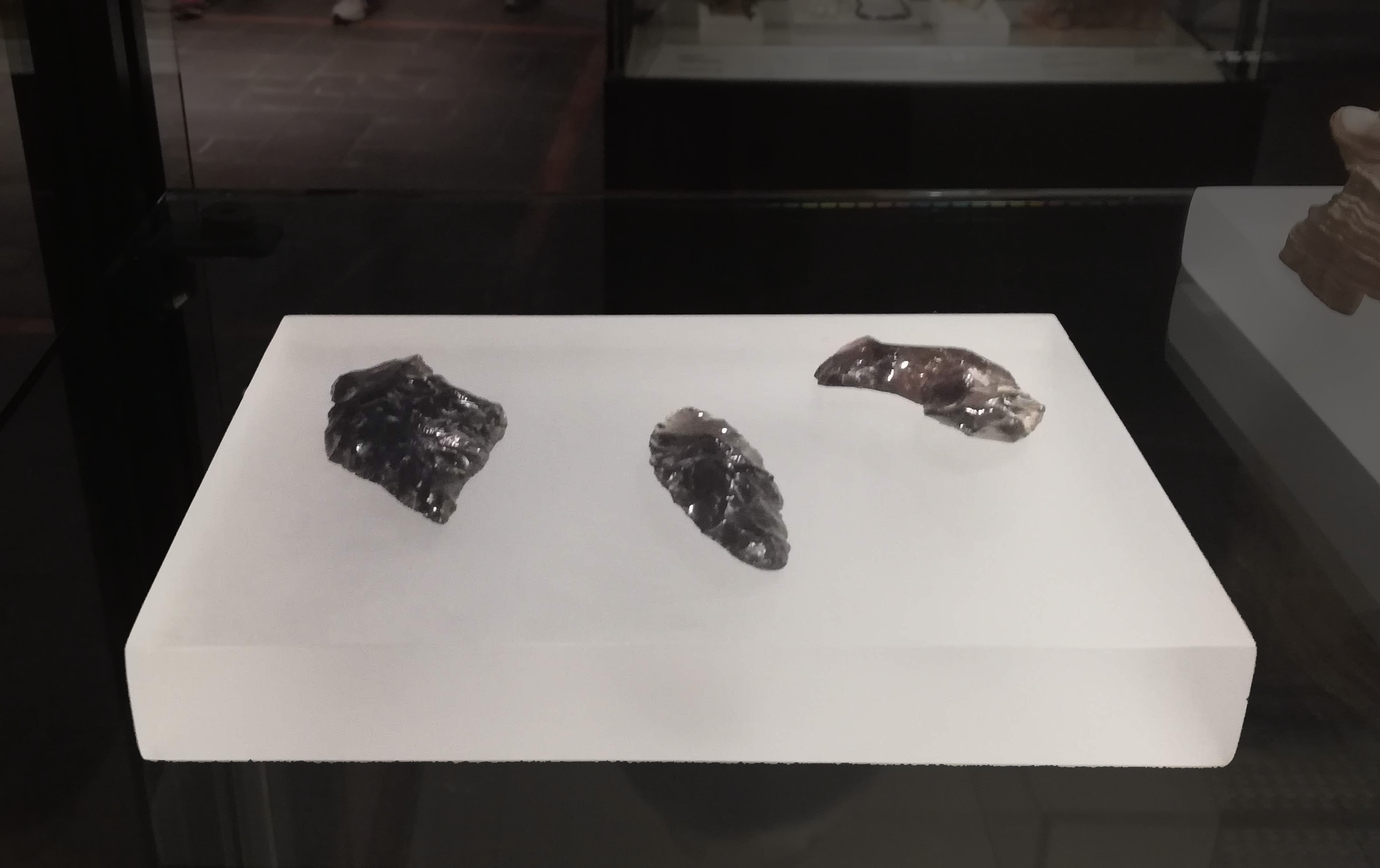
Artefactos de El Inga en exposición en el Museo Nacional del Ecuador.

Se encontró una gran variedad de herramientas de piedra en El Inga, principalmente de obsidiana, aunque también había algunas de basalto y unas pocas de sílex. Si bien el basalto puede encontrarse en la localidad, ni el sílex ni la obsidiana se pueden encontrar localmente, por lo que estas piedras fueron importadas hasta El Inga desde grandes distancias. Entre las herramientas se pueden encontrar cosas como cuchillos, raspadores, buriles y perforadores.

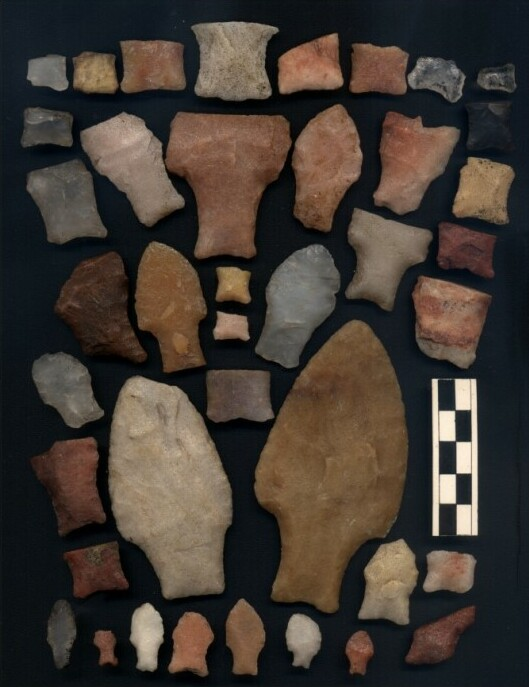
Puntas de Cola de Pescado halladas en Argentina.

Sin embargo, las herramientas que más destacan son las puntas líticas, de las cuales se encontró una gran variedad de formas y tipos. Las que más destacan son la puntas de cola de pescado, este tipo de puntas han sido encontradas en gran variedad de lugares de América del sur, y reciben su nombre debido a que se parecen a la forma de un pescado. El hallazgo de estas puntas en El Inga fue muy importante, ya que hasta ese entonces solamente se las habían registrado en el extremo sur del continente Americano, en la región de Magallanes, específicamente en el sitio arqueológico conocido como Cueva Fell.Las Puntas de este estilo halladas en El Inga no son totalmente idénticas a las que han sido halladas en Magallanes, incluso parece que hay un subtipo de estas puntas propio del Ecuador, el cual se conoce como Puntas de Pedúnculo ancho (Broad-Stemmed Points en inglés).
También se identificaron puntas de forma ovada lanceolada, que asemejan a la silueta de una almendra. Estas son muy parecidas a las puntas de estilo Ayampitín, del occidente de Argentina, Bolivia, Chile y el Perú.Parece ser que estas puntas fueron fabricadas y utilizadas después que las puntas de Cola de Pescado, y a estas les siguieron las Puntas de Pedúnculo Largo (Long-Stemmed Points en inglés), estas puntas las hay tanto en variedades con púas como sin púas, y son muy parecidas a las puntas de la Cultura Paiján, de la costa norte del Perú.
Es difícil conocer que clase de animales se cazaban con estas puntas porque no se encontrón huesos en el Inga, sin embargo se conoce que en otros lugares las puntas de Cola de Pescado fueron usadas para cazar animales hoy día extintos caballos americanos, perezosos gigantes,  y ciervos de gran tamaño y también guanacos (llamas salvajes). Se cree que la evolución de los distintos estilos de puntas visible en El Inga es el resultado de la adaptación a los cambios de las especies de animales de presa debido a la extensión de varias de las especies antes mencionadas.